# Léon Flament
Léon Flament   (26 de maig de 1906 - segle XX) fou un remer belga que va competir durant la dècada de 1920.
El 1928 va prendre part en els Jocs Olímpics d'Amsterdam, on disputà la prova del dos amb timoner del programa de rem. Formant equip amb François de Coninck i Georges Anthony guanyà la medalla de bronze.